# Ivo-Hélory-Kirche
Ivo-Hélory-Kirche ist der Name folgender Kirchen und Kapellen mit dem Patrozinium des heiligen Ivo Hélory: 
- St-Yves (Huelgoat), in der Bretagne, Frankreich
- St-Yves (La Roche-Maurice), katholische Pfarrkirche in La Roche-Maurice/Bretagne, Frankreich
- Sant’Ivo alla Sapienza, barocke Kirche in Rom, Italien
- St-Yves (Vannes), eine römisch-katholische Kapelle in Vannes/Bretagne, Frankreich